# 大谷登

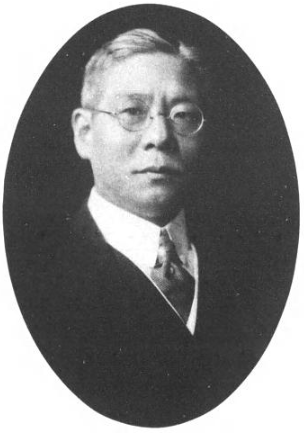
大谷登

大谷 登（おおたに のぼる、 1874年3月26日 - 1955年7月31日）は、日本の海事実業家。日本郵船第7代代表取締役社長、船舶運営会初代総裁。

## 人物・経歴
福井県出身。東京高等商業学校（現一橋大学）卒業後日本郵船に入る。カルカッタ支店長、ニューヨーク支店長、ロンドン支店長、副社長等を経て、1935年（昭和10年）から代表取締役社長。日本航空輸送会長兼務を経て、1938年（昭和13年）大日本航空初代会長兼務。
この間、1937年（昭和12年）日本通運発足時には理事に就任した。
1942年（昭和17年）船舶運営会初代総裁に就任。太平洋戦争中の戦時体制下で海運統制を行った。このほか南洋拓殖参与理事、海運協会理事長、如水会理事等も務めた。
戦後、公職追放となる。追放解除後の1955年死去。墓所は多磨霊園。

## 家族
- 父・大谷麓 - 福井藩士。登はその長男。[8]
- 妻・タツ - 京都士族、松宮信敬三女[8][9]
- 子・新一（東京商大卒、三菱銀行）、嘉雄（青山学院商科卒、日本郵船）、清子（日本郵船岡田晃雄の妻）、光子（長野幹長男達の妻）、輝、秀雄[9]
- 妹・コズエ - 大倉高等商業学校・大倉経済専門学校初代校長・立花寛蔵の妻[9]